# Le Verre sur la table
Le Verre sur la table est un tableau réalisé par le peintre français Georges Braque en 1909-1910. Cette huile sur toile est une nature morte cubiste représentant un verre et des poires sur une table. Léguée en 1988, elle est conservée à la Tate Modern, à Londres, au Royaume-Uni.